# Aimé-Jules Dalou

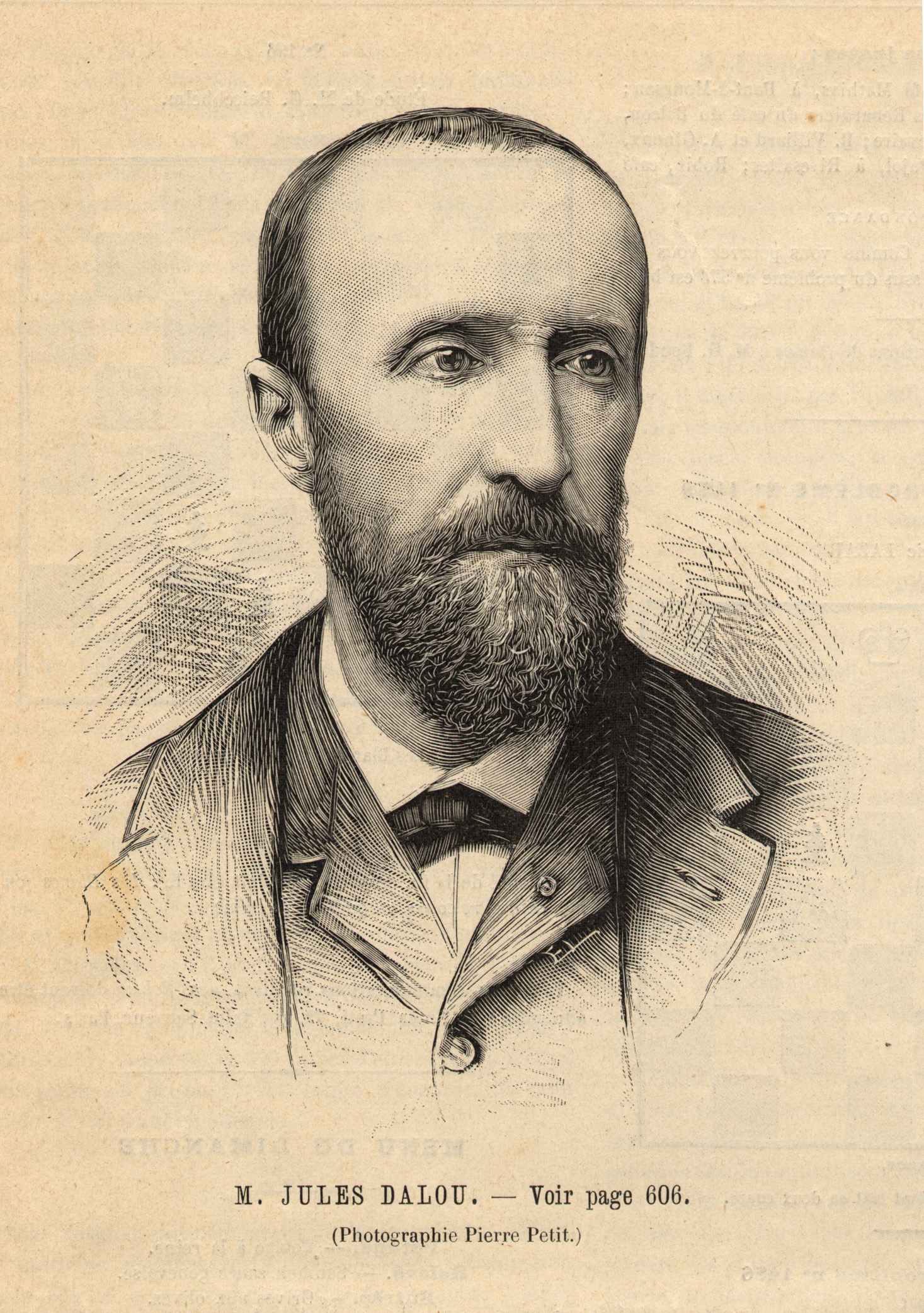
Aimé-Jules Dalou

Aimé-Jules Dalou (31. prosince 1838 v Paříži – 15. dubna 1902 tamtéž) byl francouzský sochař, který se řadí k naturalismu a realismu.

## Životopis
V jedenácti letech v roce 1849 začal navštěvovat uměleckou školu v Rue de l'École de médecine, kde ho v kreslení a modelování vyučoval Jean-Baptiste Carpeaux. Jako jeho nejlepší žák mohl Dalou později pracovat v Carpeauxově ateliéru. V roce 1856 Daloua vystřídal Francisque Joseph Duret.
Dalou začal pracovat jako tvůrce modelů pro odlévače z bronzu a zlatníky. V roce 1862 debutoval u příležitosti výstavy na École des Beaux-Arts v Paříži (dnes ENSBA) se sádrovou sochou. V roce 1870 vytvořil oceňovanou sochu La Brodeuse (Výšivka) na Pařížském salónu. Během prusko-francouzské války se stal členem Národní gardy a účastnil se povstání Pařížské komuny. Proto uprchl do Anglie, kde byly jeho práce velmi uznávané.
Později se vrátil do Paříže a v roce 1883 byl na Pařížském salónu vyznamenán medailí za dvě své práce – Zasedání francouzské Poslanecké sněmovny dne 23. června 1789 (objednávka pro Národní shromáždění) a alegorické sousoší Triumf Republiky, které se dnes nachází na Place de la Nation.